# Daniel Schwartz (Manager)
Daniel Schwartz (* 1981) ist ein US-amerikanischer Manager.

## Leben
Schwartz studierte Wirtschaftswissenschaften an der Cornell University. Schwartz ist seit 2019 executive chairman des Konzerns Restaurant Brands International, Mutterkonzern von Burger King und Tim Hortons. Nach der Übernahme von Burger King leitete er von 2014 bis 2019 als CEO den Konzern und strukturierte ihn maßgeblich in ein Franchising-Unternehmen um.
Im Investmentunternehmen 3G Capital ist Schwartz Partner.